# José Trinidad Cabañas
Pour les articles homonymes, voir Cabañas.
José Trinidad Cabañas, né le 9 juin 1805 à Tegucigalpa et mort le 8 janvier 1871 à Comayagua, est un homme d'État hondurien, président du Honduras du 1er mars 1852 au 18 octobre 1855.